# 9372 Vamlingbo
9372 Vamlingbo este un asteroid din centura principală de asteroizi.

## Descriere
9372 Vamlingbo este un asteroid din centura principală de asteroizi. A fost descoperit pe 19 martie 1993 la Observatorul La Silla în cadrul programului UESAC. Asteroidul prezintă o orbită caracterizată de o semiaxă mare de 2,88 ua, o excentricitate de 0,08 și o înclinație de 2,6° în raport cu ecliptica.